# Pylica płuc
Pylica płuc – przewlekła choroba układu oddechowego, wywołana długotrwałym wdychaniem pyłów. Charakteryzuje się występowaniem przewlekłego zapalenia oskrzeli i postępowej rozedmy płuc, z czasem dochodzi do powstania serca płucnego i niewydolności krążenia.
Dotyczy ona grupy osób narażonych na wdychanie różnych pyłów np. pył węglowy powoduje pylicę węglową. Długotrwałe narażenie organizmu prowadzi do zmiany w obrębie tkanki płucnej, czego konsekwencją jest niewydolność oddechowa.
Pylica jest zaliczana do chorób zawodowych, mają z nią problemy np. górnicy.

## Rys historyczny
W okresie neolitu człowiek zajmował się wydobywaniem różnych surowców. Na podstawie wykopalisk oraz badań prowadzonych przez naukowców wiadomo, że już wtedy mogło dochodzić do powstawania pylicy płuc. Niewątpliwie występowała ona w starożytnym Egipcie, o czym świadczą badania mumii, wykazujące anatomopatologiczne zmiany, sugerujące jej istnienie. W piśmiennictwie greckim i rzymskim znajduje się wiele informacji dotyczących ciężkich warunków pracy w kopalniach, w tym narażenia na pyły, oraz w związku z tym używania przy pracy skórzanych masek jako ochrony osobistej.
Już w XVI wieku publikowano informacje dotyczące chorób górników. Ich autorami byli Georg Bauer oraz Paracelsus. Pierwszy z nich opisywał różne stopnie narażenia, a jego ciężkość łączył także z koniecznością pracy w „nadgodzinach”, co wynikało z niskich płac.
Drugi opisał schorzenia układu oddechowego specyficzne dla górników, powodujące wykrztuszanie „ropy” i wyniszczenie organizmu. Sugerował on używanie urządzeń odpylających w celu zmniejszenia zapylenia oraz zraszanie suchych pokładów, żeby zmniejszyć wydzielanie pyłu, mającego szkodliwy wpływ na układ oddechowy górników. Przyłączał przy tym greckie określenie opisywanej choroby: astma.
W XVII wieku ukazało się szereg monografii dotyczących schorzeń górników. I tak Martin Pansa opisał złogi węglowe w tkance płucnej. Samuel Stockhausen zdefiniował „chorobę górników” (czyli nienazwaną jeszcze wtedy pylicę węglową) charakteryzującą się trudnościami w oddychaniu, „płytkim oddechem”, kaszlem i chrypką oraz utratą apetytu, co w konsekwencji powodowało wyniszczenie organizmu i zgon.
Jednak największe zasługi w obserwacji pylicy miał Bernardino Ramazzinl, który mówił o konieczności używania indywidualnych ochronników oraz wentylacji całej kopalni.
Jeszcze pod koniec XVIII wieku Thomas Beddoes stwierdził szkodliwy wpływ wdychanego pyłu na stan płuc. 
W 1832 roku Charles Turner Thackrah wydał pierwszą angielską książkę z dziedziny medycyny przemysłowej.
Jako pierwszy podał informacje dotyczące występowania chorób i śmiertelności u brytyjskich górników i spróbował dojść do przyczyn takiego stanu rzeczy. Co prawda, za najpoważniejszą chorobę uważał oczopląs górników, jednak na drugim miejscu wymieniał szkodliwy wpływ suchego pyłu kopalnianego na układ oddechowy. Stwierdzał, że warunki pracy były tak ciężkie, że nawet pracodawcy, którzy wyzyskiwali pracowników do granic możliwości, nie widzieli szans wydłużenia czasu pracy powyżej 6 godzin dziennie, a i tak górnicy nie mogli pracować dłużej niż do 40. roku życia.
W 1945 roku George Rosen wydał obszerną książkę The History of Miners' Diseases. A Medical and Social Interpretation.
Z doniesień Williama Farra dotyczących stanu zdrowia południowoafrykańskich górników (w kopalniach węgla oraz kopalniach złota) wynikało, że przeszło 50% z nich nie było w stanie dopracować do wieku emerytalnego, kiedy powinni zakończyć pracę, a częstość zachorowań na chorobę płuc wzrastała wraz z wiekiem i stażem pracy. 
Wpływ krzemionki na powstanie pylicy płuc u górników kopalń węgla wykazał jako pierwszy dr Edward Headlam Greenhow, inspektor medyczny zakładów przemysłowych w Anglii. W 1864 roku zidentyfikował drobiny krzemionki w płucach osób narażonych, używając w tym celu spolaryzowanego światła.
Terminu silicosis (krzemica) po raz pierwszy użył w 1871 roku włoski naukowiec – Rovide. Natomiast określenie pneumoconiosis (pylica) zostało po raz pierwszy użyte przez niemieckiego naukowca Friedricha Zenkera. W roku 1890, na ziemiach polskich, doniesienie dotyczące pylic górników kopalń węgla opublikował dr Aleksander Fabian.
W XIX wieku bardzo trudno było leczyć pylicę płuc, bowiem lekarze zdani byli jedynie na swoje doświadczenie i wiedzę, natomiast nie mieli możliwości wykonywania badań diagnostycznych, którymi można się posłużyć obecnie. Oczywiście, pylica płuc powstaje nie tylko u górników narażonych na pył węglowy oraz wolną krystaliczną krzemionkę, występuje także poza górnictwem, bowiem na pyły narażeni są pracownicy wielu specjalności – np. pracownicy używający metody piaskowania.

## Podział
W zależności od zmian anatomopatologicznych podzielono pylice na kolagenowe i niekolagenowe. 
- Pylice kolagenowe wywołane są przez pył o działaniu zwłókniającym (krzemionka, azbest) i charakteryzują się trwałym uszkodzeniem lub zniszczeniem struktury pęcherzyków płucnych oraz włóknieniem typu kolagenowego.
- Pylice niekolagenowe są wywoływane przez pyły o słabym działaniu zwłókniającym (tlenek cynku, siarczan baru) typu retikulinowego, bez zmian w strukturze pęcherzyków płucnych.

### Pylice kolagenowe
- pylica krzemowa (silicosis) – powstająca w następstwie wdychania pyłu krzemionki krystalicznej
- pylica azbestowa (asbestosis) – charakteryzująca się śródmiąższowym włóknieniem tkanki płucnej, często z odczynem opłucnowym
- pylica talkowa (talcosis) – cechująca się włóknieniem tkanki płucnej typu śródmiąższowego a częściowo typu ogniskowego
- pylica aluminiowa (aluminosis) – zmiany w płucach spowodowane są wdychaniem pyłu drobno sproszkowanego glinu lub dymów powstających przy prażeniu boksytów

#### Pylice wywołane pyłem mieszanym
- pylica górników kopalń węgla – choroba rozwija się w następstwie wdychania pyłu kopalnianego, który jest mieszaniną pyłu węglowego, krzemionki, glinokrzemianów i wielu innych składników w tym metali śladowych

- zespół Caplana – reumatoidalna postać pylicy o nieznanym mechanizmie powstania, w jego rozwoju bierze się pod uwagę mechanizmy immunologiczne. W obrazie RTG można zaobserwować okrągłe, zwykle mnogie zacienienia. Towarzyszą im dodatnie odczyny serologiczne na obecność czynnika reumatoidalnego (RF), rzadziej objawy reumatoidalnego zapalenia stawów. Przebieg choroby jest powolny, postępujący. Nie ma specyficznego sposobu leczenia – obowiązuje leczenie objawowe, czyli leczenie objawów przewlekłej obturacyjnej choroby płuc i reumatoidalnego zapalenia stawów. Profilaktyką rozwoju zespołu Caplana jest unikanie narażenia na pyły u osób z reumatoidalnym zapaleniem stawów.

- pylica spawaczy elektrycznych – rodzaj wdychanych dymów i gazów zależy od rodzaju spawanego materiału i używanych elektrod. Najczęściej spawanie połączone jest z emisją: tlenków Fe, Mn, Ti, N, CO i HF.

### Pylice niekolagenowe
To choroby wywołane wdychaniem pyłów niezwłókniających np. pyłu żelaza (siderosis), cyny (stannosis) i siarczanu baru (barytosis).

## Objawy
Objawy spotykane w pylicy płuc to między innymi:
- duszność, kaszel
- objawy serca płucnego – niewydolność oddechowa, niewydolność serca
- objawy zależne od powikłań (przewlekłe zapalenie oskrzeli, rozedma płuc)
- rzadko palce pałeczkowate, a wyjątkowo objawy reumatoidalnego zapalenia stawów w zespole Caplana.

## Leczenie
- badania diagnostyczne
- leczenie przez pulmonologa
- leczenie przez internistów i lekarzy rodzinnych
- leczenie przez specjalistów medycyny pracy

## Klasyfikacja ICD10
| kod ICD10     | nazwa choroby                                               |
| ------------- | ----------------------------------------------------------- |
| ICD-10: J60   | Pylica górników kopalń węgla                                |
| ICD-10: J62   | Pylica spowodowana pyłem zawierającym krzemionkę            |
| ICD-10: J62.0 | Pylica wywołana talkiem                                     |
| ICD-10: J62.8 | Pylica wywołana innymi pyłami zawierającymi krzemionkę      |
| ICD-10: J63   | Pylica wywołana innymi pyłami nieorganicznymi               |
| ICD-10: J63.0 | Aluminioza (płuca)                                          |
| ICD-10: J63.1 | Zwłóknienie boksytowe (płuca)                               |
| ICD-10: J63.2 | Beryloza (pylica berylowa) (Berylliosis)                    |
| ICD-10: J63.3 | Zwłóknienie grafitowe (płuca) (pylica grafitowa)            |
| ICD-10: J63.4 | Syderoza                                                    |
| ICD-10: J63.5 | Stannoza                                                    |
| ICD-10: J63.8 | Pylica wywołana innymi określonymi pyłami nieorganicznymi   |
| ICD-10: J64   | Nieokreślona pylica płuc                                    |
| ICD-10: J65   | Pylica płuc współistniejąca z gruźlicą                      |
| ICD-10: J61   | Pylica spowodowana azbestem lub innymi włóknami mineralnymi |